# Клон (біологія)
Клон (грец. klon — гілка, нащадок) у біології має декілька значень:
1) Клон — сукупність генетично однорідних клітин, які походять від однієї клітини. Клон — основна одиниця обліку у генетиці мікроорганізмів. В основі утворення клонів лежить мітоз, або прямий поділ, наприклад, у бактерій, внаслідок чого генетична інформація розподіляється порівну між дочірніми клітинами. Тривалість життя клонів обмежена, тому що серед споріднених клітин можуть виникати мутантні і давати початок новим клонам.
2) Клон  — невелика популяція, представлена потомством однієї особини, яка розмножилася вегетативно. Така популяція володіє усіма ознаками материнського організму (має такий самий набір генів, або генотип). Клони в природних угрупованнях часто утворюють парцели або мікроценози.
3) Клон — однояйцеві близнюки або особини, одержані методом штучного тиражування в сурогатних матерях бластомерів, одержаних з однієї бластоцисти бластодермічного міхурця, що є стадією розвитку зародка ссавців, яка настає внаслідок дроблення яйцеклітини.
4) Клон — група особин (рослин), які походять від одного предка внаслідок нестатевого (вегетативного) розмноження. Прикладами клонів можуть бути картопля (розмножуються бульбами), плодові чи ягідні культури (розмножуються щепленням або живцюванням).